# Australische pony
De Australische pony is een Australisch ponyras met onder andere Europees, Arabisch en Welsh bloed. 

## Geschiedenis
Tijdens de kolonisatie werden pony's uit Indonesië en Zuid-Afrika ingevoerd. Deze dieren waren namelijk bestand tegen het ruige klimaat in de binnenlanden van Australië.
Na de kolonisatieperiode volgde een periode van bezetting door de Engelsen en nog later volgde de vrijwillige immigratiegolf vanuit Engeland naar de nieuwe kolonie. Deze immigranten brachten paarden en pony's mee en er werden op de Indonesische eilanden lokale pony's gekocht en geïmporteerd. De geïmporteerde Noord-Europese pony's en paarden werden gekruist met de reeds aanwezige paarden.
Begin 19e eeuw werden ook arabieren geïmporteerd vanuit India. De arabieren zorgden voor meer maat, betere lichaamsbouw en, heel belangrijk, betere gangen. Tegelijkertijd was er een hernieuwde belangstelling voor de oude inheemse Britse rassen zoals de exmoor, de shetlander, de newforestpony en de connemara, zelfs hackney's en Engelse volbloeden werden weer geïmporteerd. De meeste invloed had echter de Welsh Mountain pony.
De stamvader van de Australische pony is de Welsh Mountain-pony Dyoll Greylight, diens vader Dyoll Starlight werd beschouwd als "de mooiste pony ter wereld". Zijn moeder Moonlight werd beschreven als "miniatuur-arabier". Hij werd in 1911 naar Australië geïmporteerd en nog steeds overheerst het Starlight-bloed de Australische fokkerij.
Het ras ontstond aan het begin van de 20ste eeuw en in 1920 werd het stamboek, de Australian Pony Stud Book Society, opgericht.

## Uiterlijk
De Australische pony is een showpony met kenmerken die verwijzen naar de Britse inheemse rassen, zoals de goede benen met korte pijpen en harde hoeven van de Welsh-voorouders. Het hoofd heeft een uitgesproken pony-uitstraling en de ogen zijn groot en sprekend. De arabier en Engels volbloed hebben gezorgd voor de goede, ruime bewegingen en de volwassen uitstraling van de pony. Ook de goede schouderligging en bouw van de voorhand zijn een erfenis van deze voorouders. Deze pony heeft een schofthoogte tussen de 1,20 meter en 1,45 meter. De Australische pony is in veel gevallen wit van kleur, maar ook andere kleuren zijn toegestaan, behalve bontgevlekt.

## Karakter en gebruik
De pony's hebben een uitermate rustig en evenwichtig karakter en zijn geschikt voor zowel volwassenen als kinderen. De pony heeft duidelijk de schranderheid en het temperament van zijn Welsh voorouders geërfd.
De Australische pony is een ideale sportpony. Zijn gangen maken het tot een goede dressuur- en springpony maar ook in het tuig kan de pony imponeren. Het rustige karakter maakt de pony uitermate geschikt voor recreatie en ook kinderen kunnen er prima mee overweg.